# Filanderek pręgowany
Filanderek pręgowany (Lagostrophus fasciatus) – gatunek ssaka z podrodziny filanderków (Lagostrophinae) w obrębie rodziny kangurowatych (Macropodidae). 

## Taksonomia
Gatunek po raz pierwszy zgodnie z zasadami nazewnictwa binominalnego opisali w 1807 roku francuscy przyrodnicy François Péron i Charles Alexandre Lesueur nadając mu nazwę Kangurus fasciatus. Miejsce typowe to Bernier Island, Zatoka Rekina, Australia Zachodnia, Australia. Okazy typowe to: lektotyp – wierzchnia skóra i czaszka niedorosłego samca (sygnatura MNHN-ZM-MO-1990-403); paralektotyp – wierzchnia skóra i czaszka (sygnatura MNHN-ZM-MO-1990-402); paralektotyp – wierzchnia skóra i czaszka (sygnatura MNHN-ZM-MO-1990-404); paralektotyp – czaszka (sygnatura MNHN-ZM-AC-A2652); wewnątrzczaszkowy odlew gipsowy jednego z okazów (sygnatura MNHN-ZM-AC-A8227); wszystkie okazy pochodzą z kolekcji Muzeum Historii Naturalnej w Paryżu i zostały zebrane między 26 czerwca a 14 lipca 1801 roku przez francuskiego zoologa René Maugé’a. Podgatunek baudinettei formalnie opisał w 2003 roku amerykańsko-australijski zespół teriologów (Amerykanin Kristofer M. Helgen i Australijczyk Tim Flannery) nadając mu nazwę Lagostrophus fasciatus baudinettei. Miejsce typowe to „Buchsfelde” (tj Loos, 34°37′S 138°42′E/-34,616667 138,700000), 40 km na północ od Adelajdy, Australia Południowa, Australia. Holotyp to skóra i częściowa czaszka z żuchwą dorosłej samicy (sygnatura ZMB 3213) z kolekcji Muzeum Historii Naturalnej w Berlinie; zebrany w 1863 roku przez niemieckiego botanika Moritza Richard Schomburgka. Jedyny przedstawiciel rodzaju filanderek (Lagostrophus) który zdefiniował w 1887 roku angielski zoolog Oldfield Thomas.
Autorzy Illustrated Checklist of the Mammals of the World rozpoznają 2 podgatunków.

### Etymologia
- Lagostrophus: gr. λαγoς lagos „zając”; στροφος strophos „pasmo, pas”[13].
- fasciatus: późnołac. fasciatus „w paski, pasiasty”, od łac. fascia „pasmo, pasek”[14].
- baudinettei: prof. Russell Victor Baudinette (1945–2004), australijski teriolog[6].

## Zasięg występowania
Filanderek pręgowany występuje w zależności od podgatunku:
- L. fasciatus fasciatus – Dorre Island i Bernier Island, w Zatoce Rekina w Australii Zachodniej; wymarły na kontynencie, gdzie współczesne okazy zostały znalezione w południowo-zachodniej Australii Zachodniej, a holoceńskie skamieniałości w południowo-wschodniej Australii Zachodniej. W latach 2004–2012 wprowadzony na Faure Island, leżącej również w Zatoce Rekina.
- L. fasciatus baudinettei – podgatunek wymarły, znany ze współczesnego okazu znalezionego w południowej Australii, a skamieniałości wskazują, że występował również w zachodniej Nowej Południowej Walii i Wiktorii.

## Morfologia
Długość ciała (bez ogona) 40–45 cm, długość ogona 23–26 cm; masa ciała 1–2,3 kg. Wierzch ciała ciemnoszary, z wyraźnymi ciemnymi poprzecznymi pręgami w części tylnej i u nasady ogona. Spód ciała szarobiały. Podgatunek baudinettei różni od podgatunku nominatywnego bardziej czerwonawym kolorem futra, mniej wyrazistymi pręgami na grzbiecie, dłuższymi włosami na głowie oraz krótszym ogonem.

## Ekologia

### Środowisko życia
Suche obszary porośnięte niskimi krzewami i rzadkim lasem.

### Tryb życia
Filanderek pręgowany prowadzi nocny tryb życia. Odżywia się głównie trawami, a także roślinami z rodziny malwowatych. Zapotrzebowanie na wodę pokrywane jest przez wilgotny pokarm oraz rosę. Samica rodzi zazwyczaj jedno młode między styczniem a sierpniem. Na kontynencie zwierzę zostało wyparte przez owce, lisy i koty. Na wyspach populacje tego gatunku są chronione.

## Status zagrożenia
W Czerwonej księdze gatunków zagrożonych Międzynarodowej Unii Ochrony Przyrody i Jej Zasobów został zaliczony do kategorii VU (ang. vulnerable ‘narażony’).